# Горбівці (Вінницький район)
Горбівці́ — село в Україні, у Літинській селищній громаді Вінницького району Вінницької області. Населення становить 381 особу.

## Історія
12 червня 2020 року, відповідно до Розпорядження Кабінету Міністрів України № 707-р «Про визначення адміністративних центрів та затвердження територій територіальних громад Вінницької області», увійшло до складу Літинської селищної громади.
19 липня 2020 року, в результаті адміністративно-територіальної реформи та ліквідації Літинського району, село увійшло до складу Вінницького району.
Біля села розташований гідрологічний заказник місцевого значення Горбовецький.

## Люди
В селі народився  Андрощук Олександр Володимирович (нар. 1974) — український історик.

## Галерея

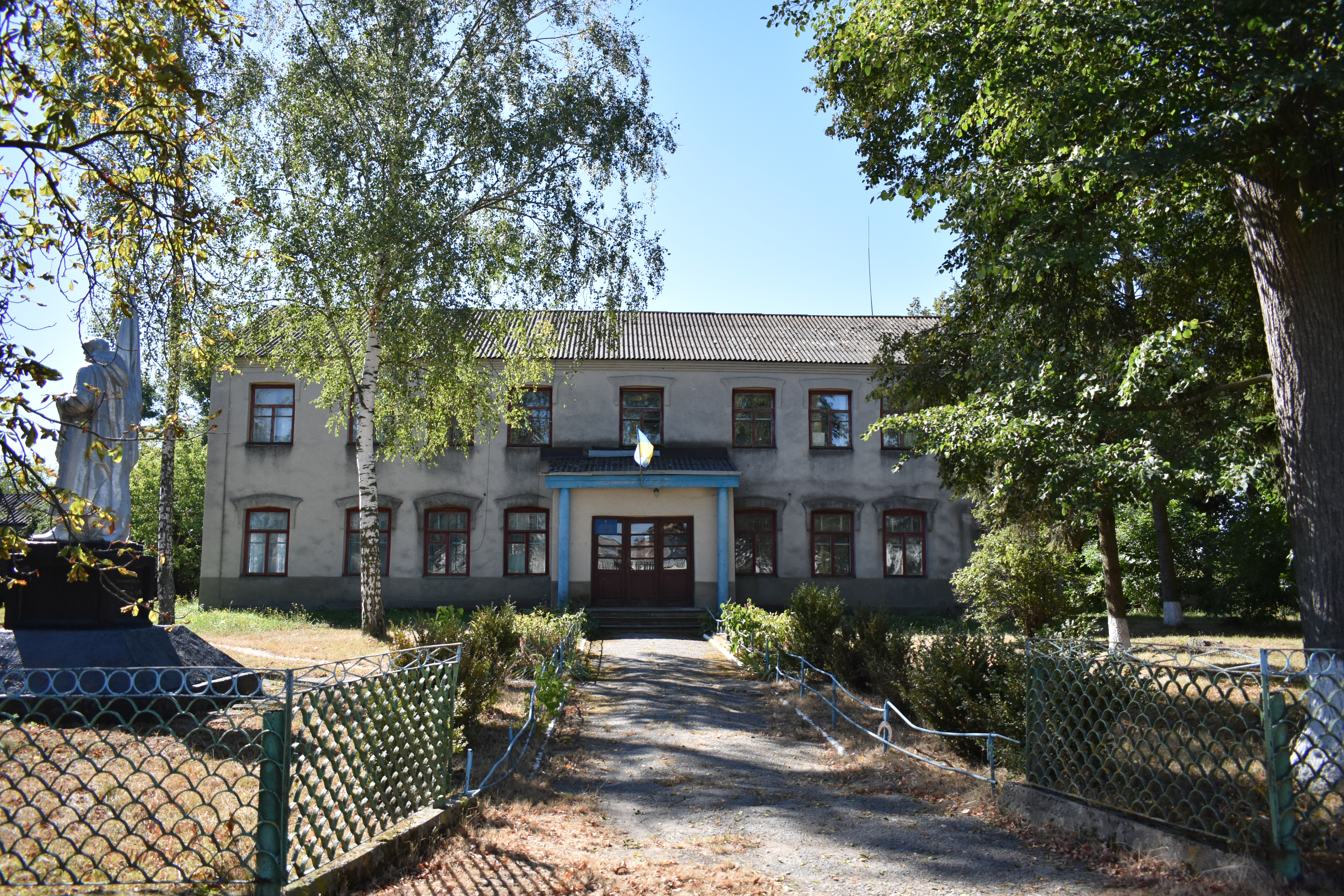
Сільрада
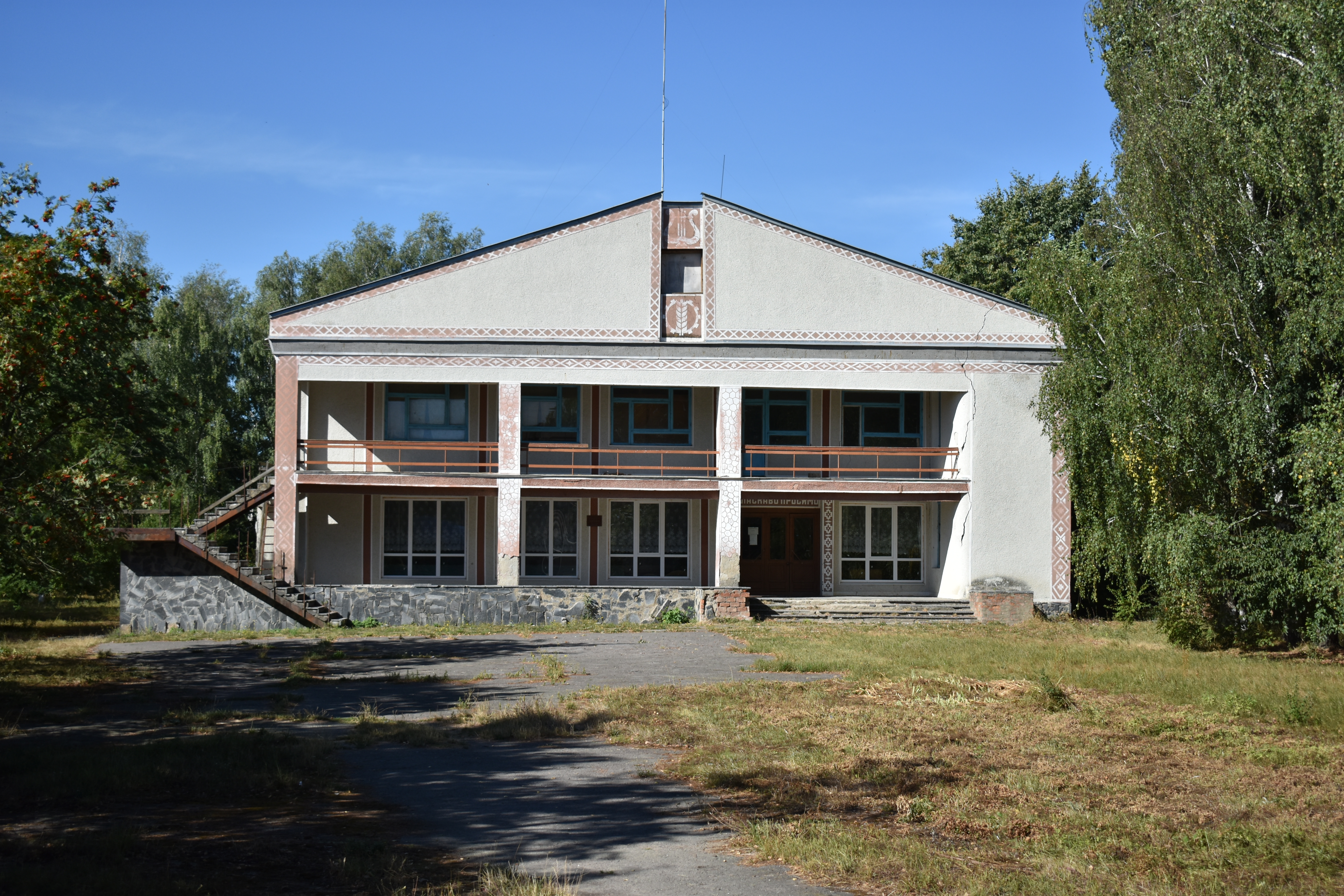
Будинок культури
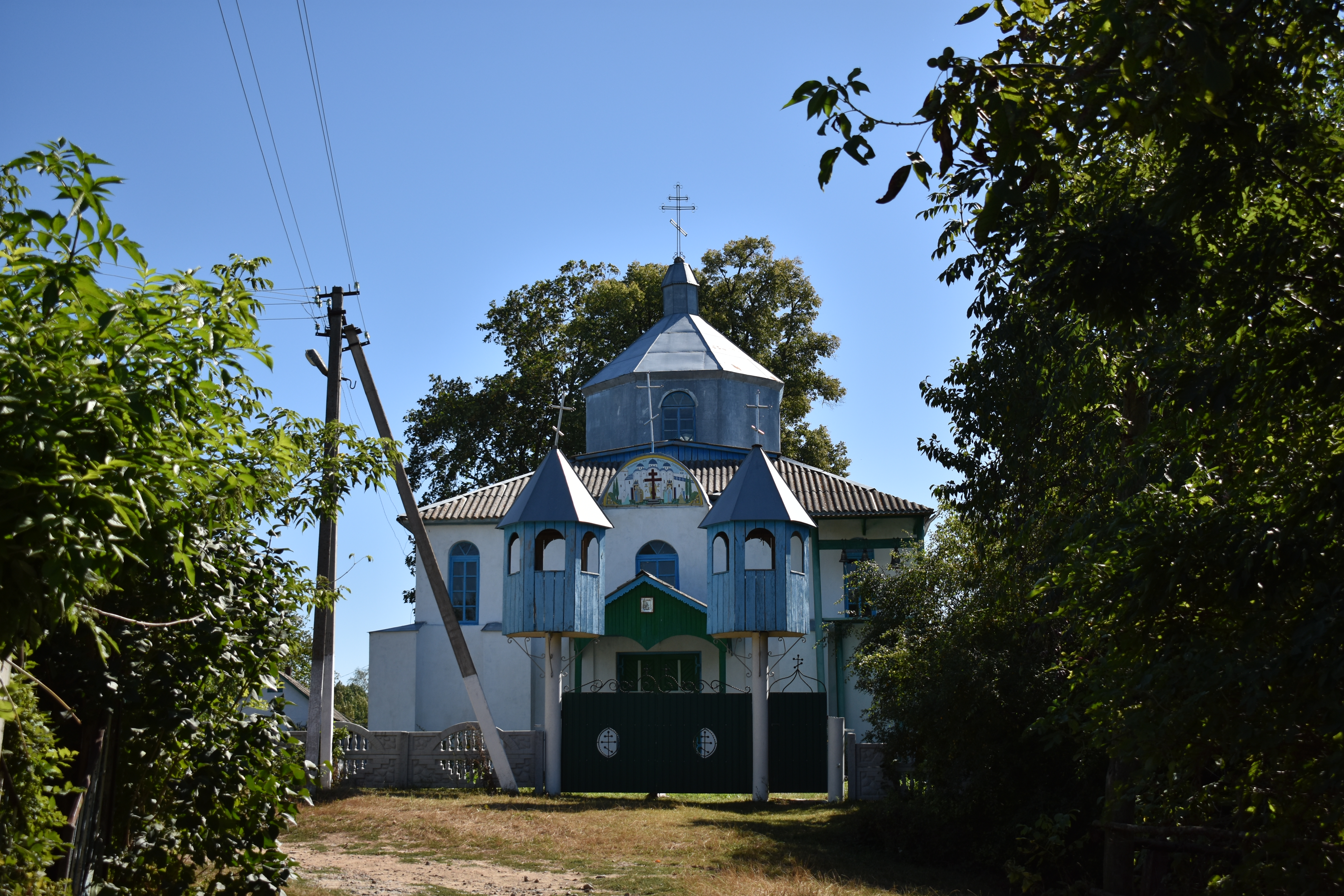
Церква
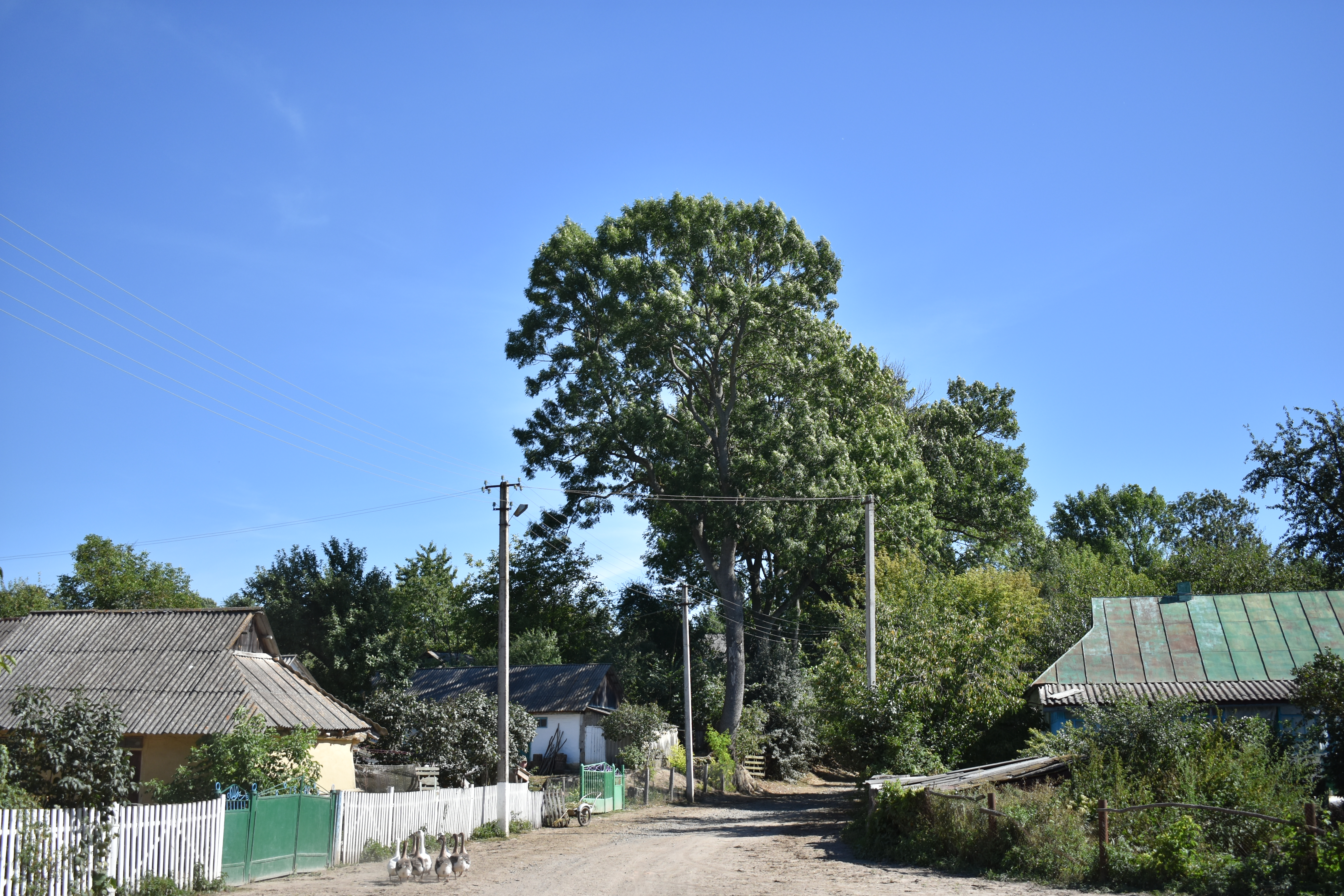
Вулиця
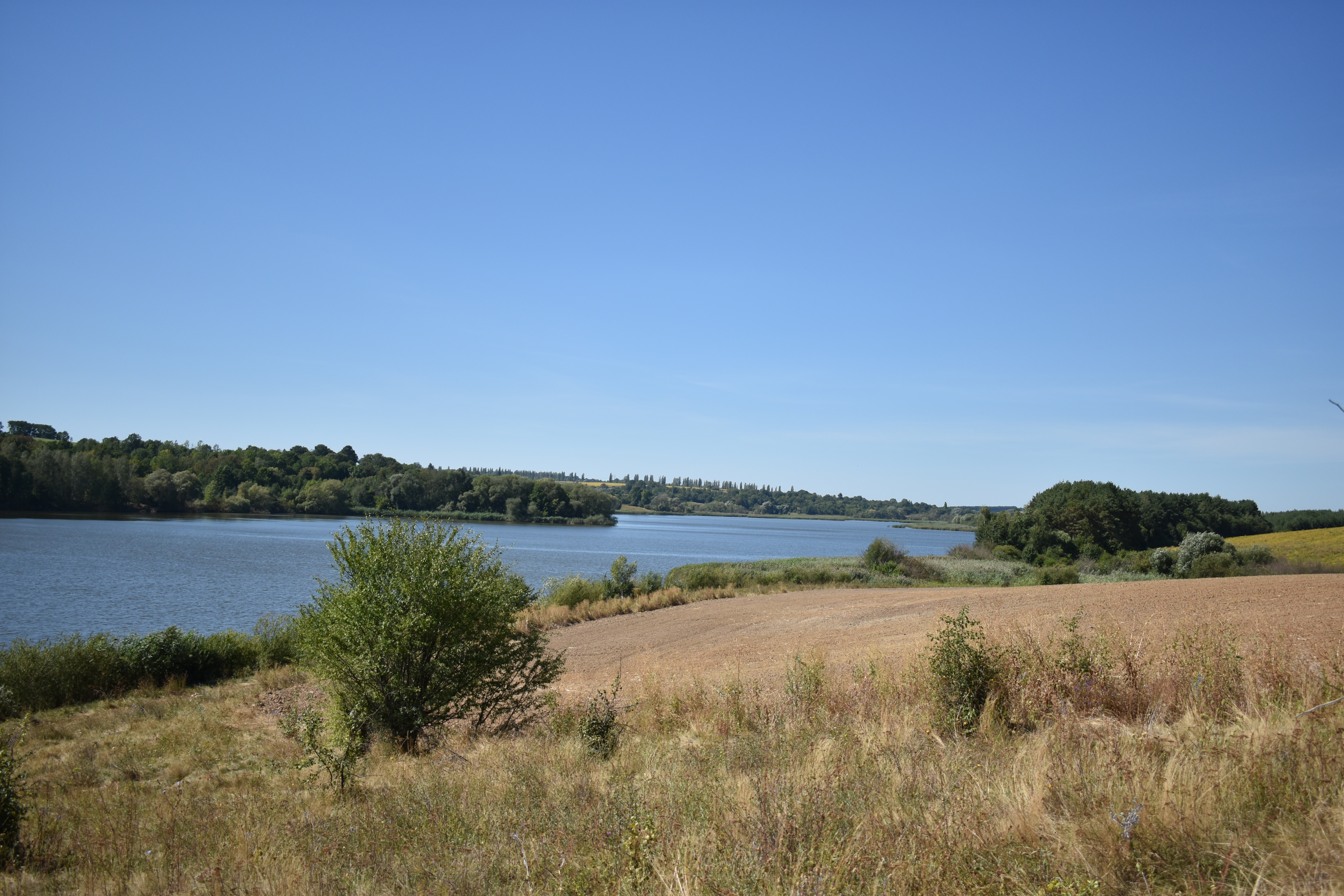
Став і пасовище